# Presidential Memorials in den Vereinigten Staaten

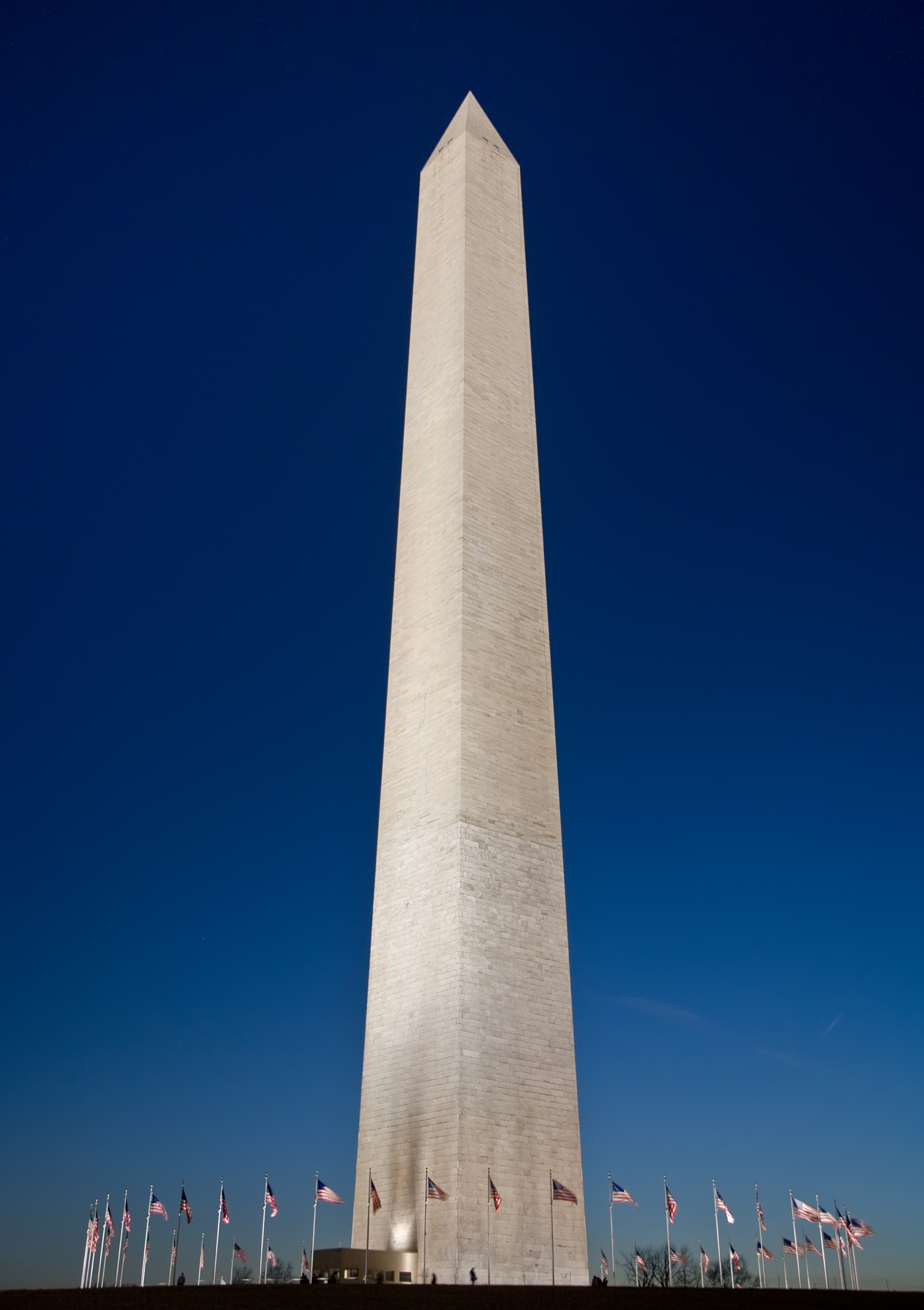
Das Washington Monument in Washington, D.C.

Die Presidential Memorials in Vereinigten Staaten ehren die verschiedenen Präsidenten der Vereinigten Staaten und versuchen, ihr Vermächtnis fortbestehen zu lassen.

## Lebendige und physikalische Elemente
Ein Presidential Memorial kann ein Denkmal oder eine Statue in einem Denkmal sein. Es bietet eine ständige Erinnerung an den Präsidenten, den es darstellt. Die bekanntesten Monumente dieser Art sind das Washington Monument, das Lincoln Memorial und das Jefferson Memorial.
Außerdem gibt es offizielle Presidential Memorials, bei denen die physische Präsenz nur eine Nebenrolle spielt. Ein Beispiel für diese lebendigen Presidential Memorials ist das Woodrow Wilson International Center for Scholars. Dieses befindet sich in einem Flügel des Ronald Reagan Building in Washington, D.C. und bietet eine kleine Ausstellung, die an das Leben und die Arbeit Wilsons erinnert. Am bekanntesten ist es jedoch für seine Arbeit, die Welt der Ideen mit der Welt der Politik durch die Förderung von Wissenschaft im Zusammenhang mit Fragen der zeitgenössischen Bedeutung  zu vereinen. So wird Wilsons wissenschaftliches Erbe, eng mit den internationalen Beziehungen verbunden, verewigt.
In ähnlicher Weise ehrt die Harry S. Truman Stiftung amerikanische College-Studenten, die sich im öffentlichen oder politischen Bereich engagiert haben. Die Truman-Stiftung ist das einzige Presidential Memorial, das kein sichtbares Denkmal besitzt, und ist außerdem das einzige staatliche Denkmal zu Ehren von Präsident Truman.
Dies kann auch durch die Einrichtung einer Denkfabrik, wie das Eisenhower Institute, geschehen. Dessen Aufgabe ist es, den Einfluss von Eisenhowers intellektuellen und staatsmännischen Vermächtnis in die Bereiche Forschung, öffentliche Bildung und öffentliche Ordnung zu fördern.
Das John F. Kennedy Center for the Performing Arts ist ein Beispiel für ein offizielles Presidential Memorial, das den Namen des Präsidenten nicht nur durch das nach ihm benannte Gebäude in Washington D.C., sondern auch durch die dort laufend stattfindenden Kulturereignisse in Erinnerung hält.

## Bestehende Presidential Memorials
- Washington Monument
- Washington Monument (Baltimore)
- Washington Monument (Washington County)
- George Washington Masonic National Memorial
- Jefferson Memorial
- Lincoln Memorial
- Abraham Lincoln Birthplace National Historical Park
- Abraham Lincoln Presidential Library
- Lincoln Boyhood National Memorial
- Lincoln Home National Historic Site
- Ford's Theatre National Historic Site
- Lincolns Grab
- Mount Rushmore National Memorial
- Ulysses S. Grant Memorial
- General Grant National Memorial
- James A. Garfield Monument
- James A. Garfield National Historic Site[3]
- McKinley National Memorial
- National McKinley Birthplace Memorial Library and Museum[4]
- Theodore Roosevelt Island
- Woodrow Wilson International Center for Scholars
- Hoover Tower
- Franklin Delano Roosevelt Memorial
- Harry S. Truman Scholarship
- John F. Kennedy Center for the Performing Arts
- John F. Kennedy Eternal Flame
- Lyndon Baines Johnson Memorial Grove on the Potomac

## Geplante Presidential Memorials
- Das Dwight D. Eisenhower Memorial ist derzeit für Washington D.C. in Planung.
- Ein zweites Franklin Delano Roosevelt Memorial soll auf Roosevelt Island in New York City gebaut werden.
- Das John Adams Memorial ist derzeit für Washington D.C. in Planung.